# 10108 Томлінсон
10108 Томлінсон (10108 Tomlinson) — астероїд головного поясу, відкритий 26 квітня 1992 року.
Тіссеранів параметр щодо Юпітера — 3,374.